# Odessey and Oracle
Odessey and Oracle è il secondo album del gruppo inglese The Zombies, pubblicato nel 1968 dalla CBS.

## Il disco
Il disco fu registrato nel 1967, dopo che gli Zombies firmarono per l'etichetta CBS. Metà del primo album, Begin Here, consisteva di cover, mentre Odessey and Oracle contiene solo materiale originale, composto da Rod Argent e Chris White, rispettivamente tastierista e bassista del gruppo..
Il gruppo iniziò a lavorare all'album nel giugno 1967 e alcuni brani vennero registrati presso gli studios della EMI ad Abbey Road, dove quell'anno i Beatles avevano inciso Sgt. Pepper's Lonely Hearts Club Band e i Pink Floyd l'album d'esordio, The Piper at the Gates of Dawn. Era la prima volta che gli studi di Abbey Road venivano usati per un disco prodotto indipendentemente. Quando le registrazioni si conclusero, verso la fine del 1967, gli Zombies si erano già sciolti a tutti gli effetti, a causa della mancanza di successo finanziario.
Odessey and Oracle venne commercializzato nel Regno Unito nel mese di aprile 1968 e negli Stati Uniti nel mese di giugno. Il singolo Time of the Season divenne una sorprendente hit nei primi mesi del 1969 e la Columbia Records (negli Stati Uniti) decise di ripubblicare l'album a febbraio, con una diversa copertina, che ritagliava pesantemente l'illustrazione originale.
Il divario temporale tra le date della versione inglese e di quella americana è il motivo per cui gli Zombies inizialmente non avevano preparato un mix stereo, condizione su cui invece la casa di produzione americana insistette. Con Al Kooper e la Columbia Records a sollecitarli, Argent e White diedero fondo alle royalties da loro maturate per prenotare di nuovo gli studi e mixare da capo l'album in stereo appositamente per la versione americana. Solo una canzone, This Will Be Our Year, non venne missata di nuovo nel 1969, a causa del mancato overdub di un corno non presente sul multitraccia originale.
La prima canzone dell'album, Care of Cell 44, è stata reinterpretata da numerosi artisti, tra cui Elliott Smith e Of Montreal.
Il titolo della raccolta di singoli dei Velvet Crush, A Single Odessey, contiene l'errore grammaticale in onore all'album degli Zombies.

## Tracce
1. Care of Cell 44 – 3:56 (Rod Argent)
2. A Rose for Emily – 2:19 (Argent)
3. Maybe After He's Gone – 2:33 (Chris White)
4. Beechwood Park – 2:43 (White)
5. Brief Candles – 3:30 (White)
6. Hung up on a Dream – 3:01 (Argent)
7. Changes – 3:19 (White)
8. I Want Her, She Wants Me – 2:51 (Argent)
9. This Will Be Our Year – 2:08 (White)
10. Butcher's Tale (Western Front 1914) – 2:47 (White)
11. Friends of Mine – 2:17 (White)
12. Time of the Season – 3:33 (Argent)

### Tracce bonus
Esistono diverse versioni disponibili in CD dell'album, quasi tutte contenenti varie tracce bonus.

#### Rock Machine (MACD 6) (1986)
Questa è la prima edizione in CD (uscita in Francia). È caratterizzata da un'illustrazione di copertina differente, conosciuta come "The Old Man in the Temple". Non contiene tracce bonus.

#### Bluemoon Records (1988)
Questa versione CD (non più in stampa) contiene due tracce bonus: I'll Call You Mine e Imagine the Swan.

#### Big Beat (SonyBMG) (2004)
Questa edizione contiene entrambi gli originali missaggi del disco: le prime dodici tracce consistono delle versioni UK (in mono), seguite dalle stesse dodici tracce (stavolta la versione USA, in stereo). Il disco presenta le seguenti tracce bonus:
1. A Rose for Emily (Alternate Version 2)
2. Time of the Season (Alternate Version)
3. Prison Song (Care of Cell 44 backing track)

#### SMD/Reper (SonyBMG) (2005)
Questa è la più ampia versione CD del disco, comprendente insieme alle dodici canzoni originali ben sedici tracce bonus:
1. I'll Call You Mine
2. She Loves the Way They Love Her
3. Imagine the Swan
4. Smokey Day
5. If It Don't Work Out
6. I Know She Will
7. Don't Cry for Me
8. Walking in the Sun
9. Conversation off Floral Street
10. I Want You Back Again
11. Gotta Get a Hold of Myself
12. Goin' Out of my Head
13. She Does Everything for Me
14. Nothing's Changed
15. I Could Spend the Day
16. Girl Help Me

#### Repertoire (REP5089) (2008)
Quest'edizione per il 40º anniversario dall'uscita dell'album consiste in due dischi: nel primo CD le dodici tracce dell'originale del 1968 in mono, nel secondo CD le stesse dodici, in stereo. Il CD1 contiene inoltre le seguenti tracce bonus:
1. I'll Call You Mine
2. Imagine the Swan
3. Conversation off Floral Street
4. If It Don't Work Out
5. I Know She Will
6. Don't Cry for Me

## Formazione
- Rod Argent - (organo, pianoforte, mellotron, voce)
- Paul Atkinson - (chitarra, voce)
- Colin Blunstone - (voce)
- Chris White - (basso, voce)
- Hugh Grundy - (batteria)